# Пресека (Хорватия)
Пресека (хорв. Preseka) — община Загребской жупании на севере Хорватии.
Должность главы общины Пресека занимает Никола Кожар (хорв. Nikola Kožar).

## География
Община Пресека находится в Загребской жупании на севере Хорватии. Площадь общины составляет 47,86 км². Поясной часовой пояс — UTC+1:00, летнее время — UTC+2:00.
Одноимённый административный центр находится в 45 км у северо-востоку от Загреба.

## Население и демография
Согласно переписи 2001 года, население общины составило 1670 человек. Среднегодовой прирост населения с 1991 по 2001 годы отрицателен, −0,94 %.
В 2001 году в общине было 530 домашних хозяйств. Из 1670 человек, женщины составляли 51,1 %, мужчины — 48,9 %. 21,4 % населения составили молодые, 49,4 % зрелые и 29,1 % пожилые.
По национальному составу, 99,58 % жителей были хорватами, 0,12 % сербами и 0,06 % албанцами.

## Экономика
Основные статьи дохода общины — сельское хозяйство, виноградарство, животноводство, торговля и индустрия гостеприимства.
Среди секторов экономики, первичный занимает 56,7 %, вторичный — 26,0 %, а третичный — 17,3 %.

## Достопримечательности
В общине есть Приходская церковь святого апостола Петра, построенная в 1614 году. В 1927 году она была обновлена. Приход относится к Бьеловар-Крижевецкой епархии.